# Rowenta
Rowenta est une marque française d'origine allemande de petit électroménager créée en 1909 et appartenant au groupe français SEB depuis 1988.

## Historique
L'entreprise est fondée en 1884 par Robert Weintraud (de) (1860-1927) sous le nom de Robert Weintraud GmbH & Co KG. C'est en 1909 que l'entreprise change de nom et devient Rowenta, acronyme du nom complet de l'entreprise. Elle a été ensuite rachetée en 1988 par le groupe SEB français dont le siège est situé à Écully dans le Rhône.

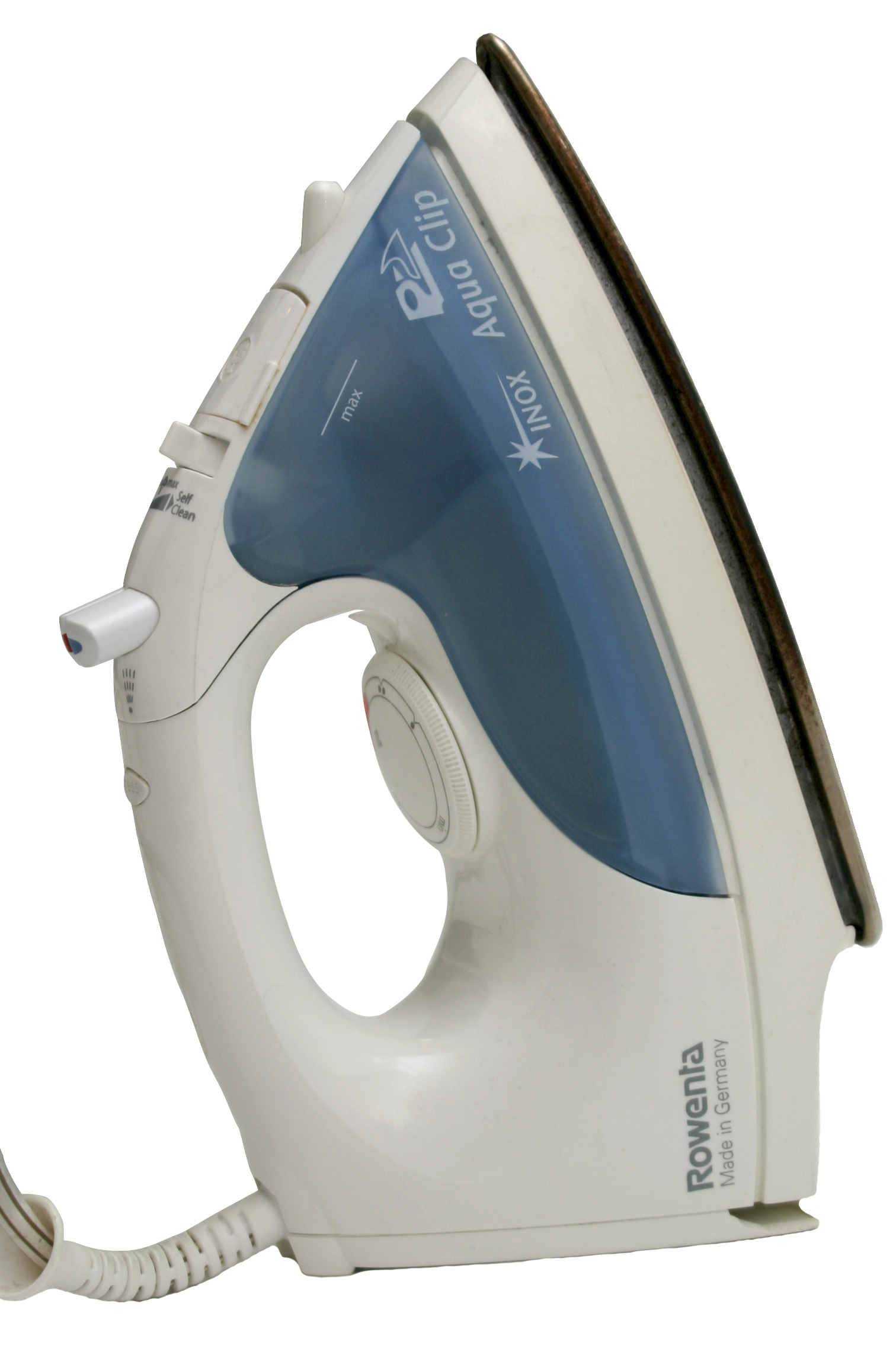
Fer à repasser Rowenta

## Gamme de produits

### Entretien de la maison
- Aspirateur

### Entretien du linge
- Fer à repasser
- Défroisseur

### Soin de la personne
- Tondeuses électriques pour hommes

### Confort de la maison
- Ventilateur
- Chauffage